# Kareby
Kareby est une localité de Suède située dans la commune de Kungälv du comté de Västra Götaland. Elle couvre une superficie de 0,27 km2. En 2010, elle compte 292 habitants.